# Erigorgus anthracinus
Erigorgus anthracinus là một loài tò vò trong họ Ichneumonidae.